# Engenheiro Ávidos
Engenheiro Ávidos é um distrito do município de Cajazeiras (Paraíba), criado pela lei estadual
nº 424, de 28 de outubro de 1915.  De acordo com o Instituto Brasileiro de Geografia e Estatística (IBGE), sua população no censo de 2022 era de 3 599 habitantes (5,69% da população municipal), dos quais 21,84% (786) viviam na sede urbana do distrito e os 78,16% (2 813) em áreas rurais.
Segundo dados do pluviômetro da Agência Executiva de Gestão de Águas do Estado da Paraíba (AESA), desde 1936 o maior acumulado de chuva registrado em Engenheiro Ávidos foi de 167,5 mm em 19 de janeiro de 1994.
| Dados climatológicos para Engenheiro Ávidos | Dados climatológicos para Engenheiro Ávidos | Dados climatológicos para Engenheiro Ávidos | Dados climatológicos para Engenheiro Ávidos | Dados climatológicos para Engenheiro Ávidos | Dados climatológicos para Engenheiro Ávidos | Dados climatológicos para Engenheiro Ávidos | Dados climatológicos para Engenheiro Ávidos | Dados climatológicos para Engenheiro Ávidos | Dados climatológicos para Engenheiro Ávidos | Dados climatológicos para Engenheiro Ávidos | Dados climatológicos para Engenheiro Ávidos | Dados climatológicos para Engenheiro Ávidos | Dados climatológicos para Engenheiro Ávidos |
| Mês                                         | Jan                                         | Fev                                         | Mar                                         | Abr                                         | Mai                                         | Jun                                         | Jul                                         | Ago                                         | Set                                         | Out                                         | Nov                                         | Dez                                         | Ano                                         |
| ------------------------------------------- | ------------------------------------------- | ------------------------------------------- | ------------------------------------------- | ------------------------------------------- | ------------------------------------------- | ------------------------------------------- | ------------------------------------------- | ------------------------------------------- | ------------------------------------------- | ------------------------------------------- | ------------------------------------------- | ------------------------------------------- | ------------------------------------------- |
| Precipitação (mm)                           | 134,4                                       | 167,2                                       | 224                                         | 166,8                                       | 71,1                                        | 27,2                                        | 13,2                                        | 3,3                                         | 2,8                                         | 14,2                                        | 17,7                                        | 42,8                                        | 884,7                                       |
| Fonte: Atlas pluviométrico da Paraíba       |                                             |                                             |                                             |                                             |                                             |                                             |                                             |                                             |                                             |                                             |                                             |                                             |                                             |